# Vermont Republic
| Green Mountain Boys · Großes Siegel von Vermont |                                                                                  |
| Amtssprachen                                    | Englisch                                                                         |
| Hauptstadt                                      | Windsor, später Castleton                                                        |
| Verwaltungsform                                 | Republik                                                                         |
| Gouverneur                                      | Thomas Chittenden 1778–1789 Moses Robinson 1789–1790 Thomas Chittenden 1790–1791 |
| Existenzzeitraum                                | 1777–1791                                                                        |
| Lagekarte                                       |                                                                                  |

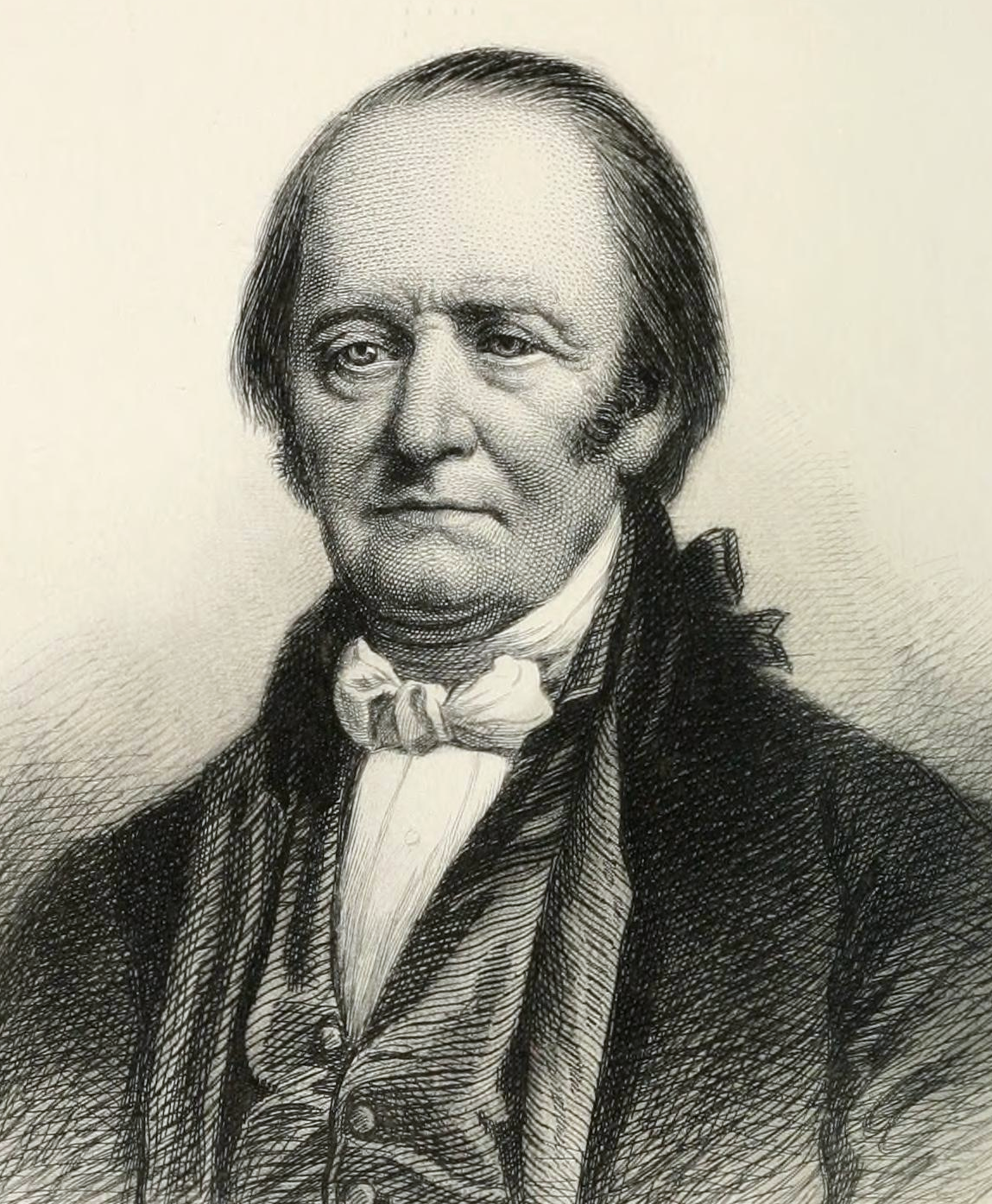
Thomas Chittenden, erster und dritter Gouverneur der Vermont Republic, sowie erster Gouverneur des Staates von Vermont

Der Ausdruck Vermont Republic wurde von Historikern für die Regierungsform von 1777 bis 1791 geprägt, die zum späteren Vermont wurde. Im Juli 1777, teilweise als Antwort auf das Westminster Massacre, kamen Delegierte aus 28 Towns zusammen und erklärten die Unabhängigkeit von den Ländern und Landansprüchen der beiden britischen Kolonien und amerikanischen Staaten New Hampshire und New York.

## Geschichte
Nach 1724 errichtete die Massachusetts Bay Colony das Fort Dummer in der Nähe von Brattleboro ebenso wie drei weitere Forts entlang des nördlichen Teils des Connecticut Rivers, um sich vor Überfällen der Indianer zu schützen. Nach 1749 vergab Benning Wentworth, der britische Gouverneur von New Hampshire, Land an jeden, in einem Vergabesystem, bei dem er sich und seine Familie bereicherte. Nach dem Ende des Franzosen- und Indianerkrieges nahm die Siedlungstätigkeit dort stark zu. Die Provinz New York vergab ebenfalls hier Ländereien, oftmals überlappten sich diese mit den Vergaben durch die New Hampshire Colony. Dieses Problem wurde durch König Georg III. im Jahr 1764 entschieden. Er gab das Recht der Landvergabe an New York, jedoch ist diese Gegend bekannt als die New Hampshire Grants. Die Green Mountain Boys, geführt durch Ethan Allen, waren eine militärische Einheit von Vermont, welche die Ansprüche von New Hampshire unterstützte und während der Amerikanischen Revolution gegen die Briten kämpfte.
Bei der Gründung der Vermont Republic wurde die Sklaverei innerhalb der Grenzen der Republik abgeschafft. Die Bewohner von Vermont betrachteten sich als Amerikaner. Aufgrund der heftigen Einwände von New York, welches Eigentumsansprüche an den New Hampshire Grants vorbrachte, lehnte es der Kontinentalkongress ab, Vermont anzuerkennen. Die Haldimand Affair, ein Annäherungsversuch Vermonts an die Britische Provinz Québec, schlug Ende der 1780er Jahre fehl. Im Jahr 1791 trat Vermont als 14. Staat den Vereinigten Staaten bei, zwei Jahre nachdem die USA durch ihre zweite Verfassung 1789 in ihrer heutigen Staatsform entstanden waren.

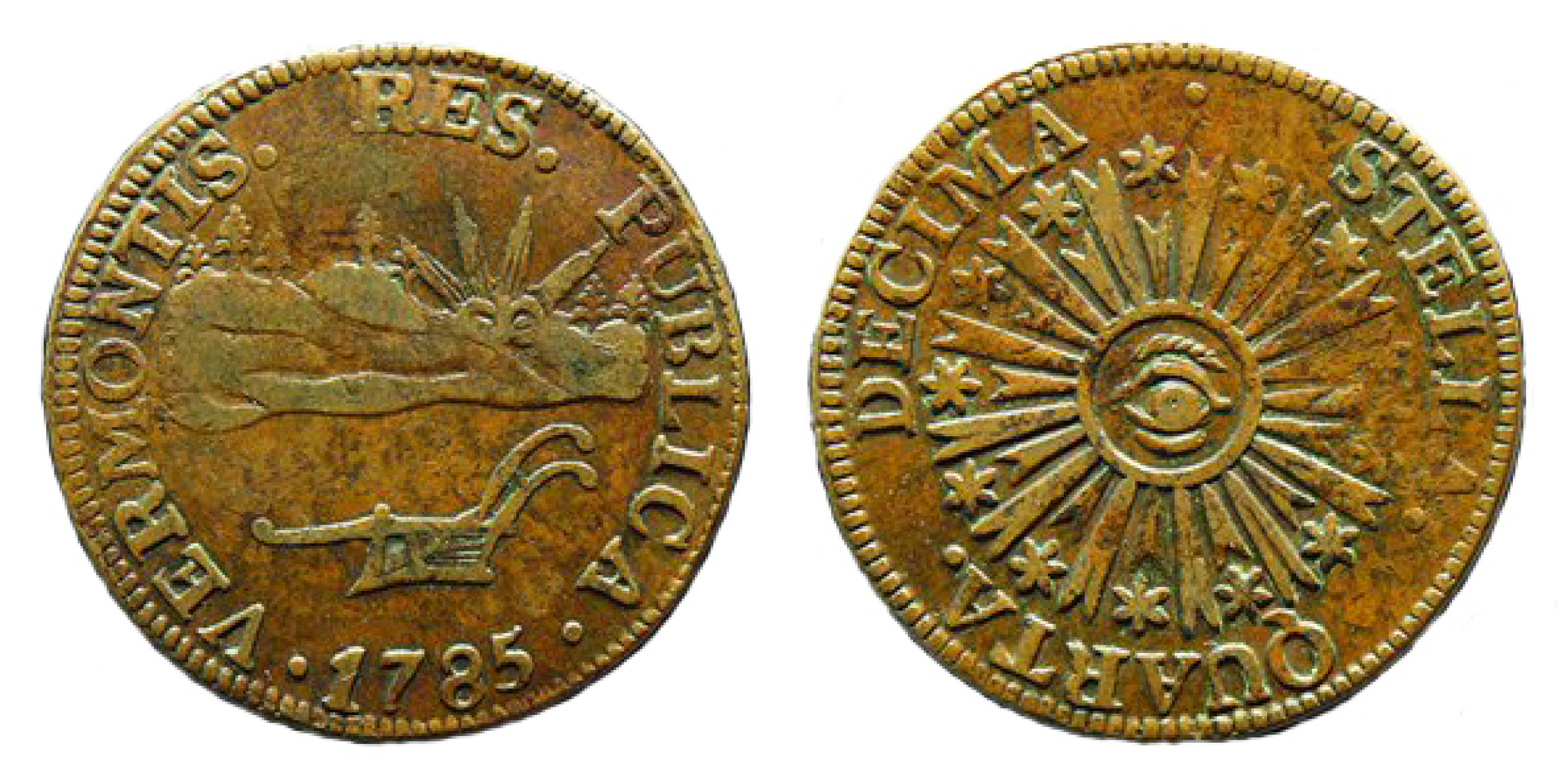
Vermont Copper mit der Aufschrift VERMONTIS. RES. PUBLICA. auf der Vorderseite und dem Motto STELLA QUARTA DECIMA auf der Rückseite

Vermont unterhielt keine diplomatischen Verbindungen, hatte jedoch eine eigene Währung, den Vermont Copper, geprägt von der Münze von Reuben Harmon in Rupert und unterhielt ein Postsystem.
Während der Vermont Copper die Aufschrift: Vermontis. Res. Publica trug, wurde in der Verfassung und bei anderen offiziellen Dokumenten der Ausdruck State of Vermont benutzt. Dies verwies auf die Funktion des Gouverneurs. In der Verfassung von 1777 wird für Vermont auf beides Bezug genommen, den „State of Vermont“, wie in dem dritten Paragraphen der Präambel und im letzten Paragraphen der Präambel bezeichnet sich die Verfassung selbst als die Constitution of the Commonwealth.
Die Vermont Republic wurde auch die „reluctant republic“ (zögerliche Republik) genannt, da viele der frühen Bürger eher eine Union mit den Vereinigten Staaten und nicht die Unabhängigkeit bevorzugt hätten. Sowohl die öffentliche Meinung als auch die rechtliche Konstruktion der Regierung der unabhängigen Vermont Republic machten deutlich, dass der unabhängige Staat Vermont den ursprünglichen 13 Staaten beitreten würde. Als der Kontinentalkongress für Vermont noch keinen Sitz ermöglichte, wurde William Samuel Johnson, der Connecticut repräsentierte, beauftragt sich auch für die Interessen Vermonts einzusetzen. Im Jahre 1785 wurden Johnson die Rechte des ehemaligen King's College Tract durch die Vermont General Assembly gewährt, als eine Art Ausgleich für die Vertretung Vermonts. Die Mitglieder der Versammlung von 1787 stellten fest, dass Vermont noch nicht von New York getrennt war. Jedoch machten die Notizen von James Madison auf der Versammlung von 1787 deutlich, dass es eine Vereinbarung mit New York gab, welches seine Zustimmung zum Beitritt von Vermont zur Union erteilte. Es war nur noch eine Verfahrensfrage, welche abhing von anderen, größeren Fragen der Union.

## Gründung

Flagge der Green Mountain Boys

Nach Streit zwischen den Inhabern der New York Grants und der New Hampshire Grants kämpften Ethan Allen und seine Milizeinheit, die Green Mountain Boys, gegen die Loyalisten. Am 15. Januar 1777 schlossen Vertreter der Städte im Gebiet ein Abkommen und erklärten die Region für unabhängig. Die Region wurde Republic of New Connecticut genannt, auch bekannt als Republic of the Green Mountains. Am 2. Juni 1777 wurde der Name offiziell in Vermont geändert, aus dem Französischen les Verts Monts für the Green Mountains. Der Vorschlag zu diesem Namen kam von Thomas Young, Arzt und Mentor von Ethan Allen. Young nahm als Patriot an der Boston Tea Party teil.
John Greenleaf Whittiers Gedicht The Song of the Vermonters, 1779 beschreibt diese Periode. Zuerst wurde das Gedicht anonym veröffentlicht. Da es in der letzten Strophe Ähnlichkeit mit der Ausdrucksweise von Ethan Allens Prosa hat, wurde es für fast 60 Jahre diesem zugeschrieben. Die letzte Strophe lautet:

“Come York or come Hampshire, come traitors or knaves,
If ye rule o'er our land ye shall rule o'er our graves;
Our vow is recorded—our banner unfurled,
In the name of Vermont we defy all the world!”

„"Kommt York oder kommt Hampshire, kommt Verräter oder Schurken,
Wenn ihr über unser Land herrscht, sollt ihr über unsere Gräber herrschen;
Unser Schwur ist festgehalten — unsere Fahne entfaltet,
im Namen von Vermont trotzen wir der ganzen Welt!"“

## Verfassung und Regierung

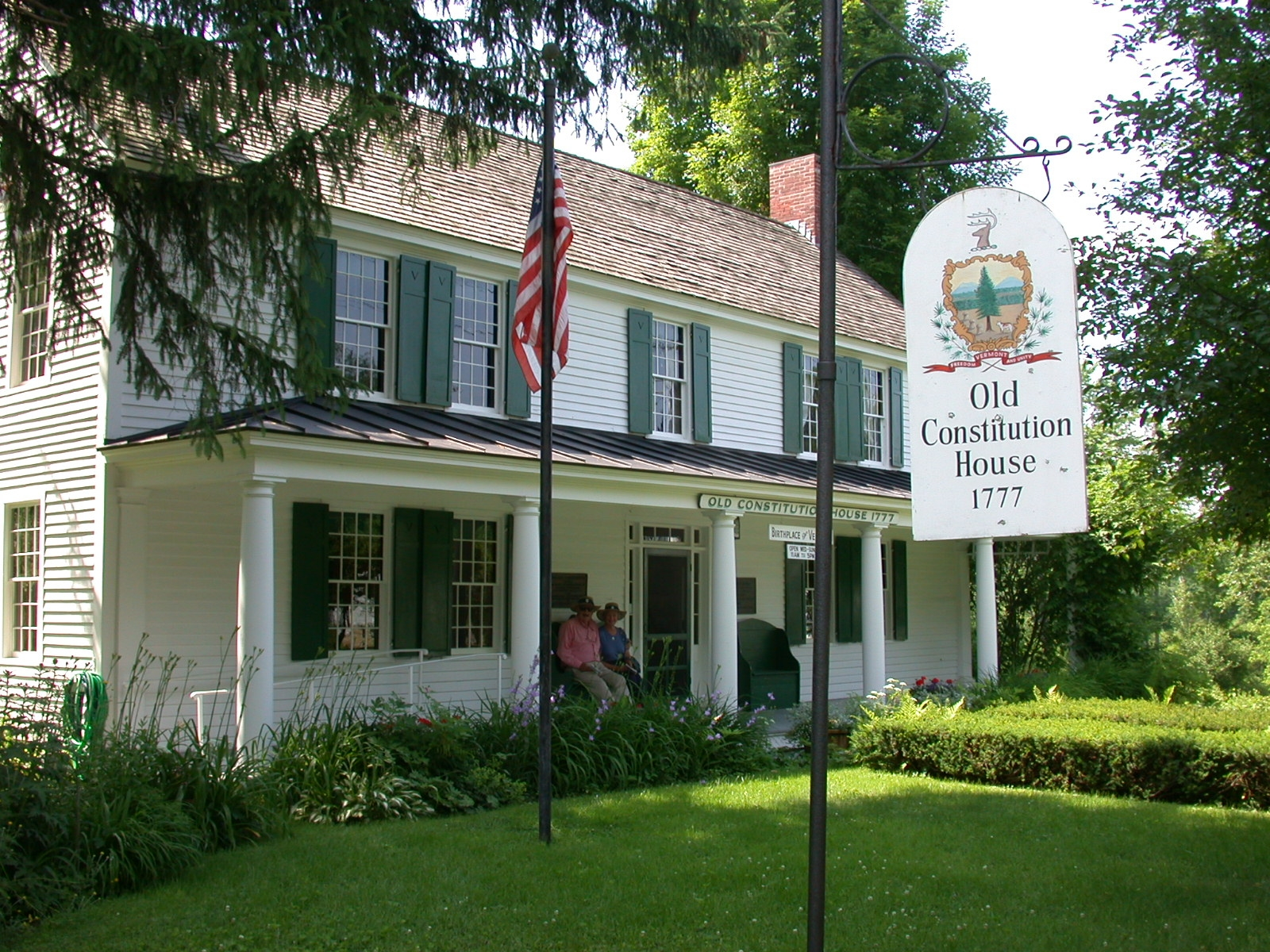
Old Constitution House in Windsor, Vermont, hier wurde im Jahr 1777 die Verfassung unterschrieben

Die Verfassung von Vermont wurde im Jahr 1777 ausgearbeitet und ratifiziert in der Windsor Tavern von Elijah West in Windsor (Vermont), dem heutigen Old Constitution House. Sie war die erste geschriebene Verfassung für einen unabhängigen Staat in Nordamerika. Die Siedler in Vermont, welche versuchten ihre Unabhängigkeit von der Provinz von New York zu erreichen, gründeten ihre Verfassung auf der gleichen Basis wie die ehemaligen Kolonien: alle Gewalt geht vom Volke aus. Wie der Historiker Christian Fritz in American Sovereigns: The People and America's Constitutional Tradition before the Civil War bemerkt:

“They saw themselves as a distinct region outside the legitimate jurisdiction of New York. Possessing an identifiable population or ‘a people’ entitled them to the same constitutional rights of self-government as other ‘Peoples’ in the American confederacy.”

„Sie sahen sich selbst als einen separaten Bereich außerhalb der legitimen Provinz New York. Mit einer identifizierbaren Bevölkerung oder ‚Bürger‘ berechtigt mit den gleichen verfassungsmäßigen Rechten der Selbstverwaltung wie andere ‚Bürger‘ in der amerikanischen Konföderation.“

Neben der Gründung einer neuen Regierung für die ursprünglichen dreizehn Kolonien begründeten die Ansprüche an die Unabhängigkeit Vermonts die Frage zur Schaffung von Landesregierungen. Zur gleichen Zeit, als sie für die Unabhängigkeit von Großbritannien kämpften, hatten sich die Amerikaner zu fragen, wie diese Formierung stattfinden sollte, und wie die Bevölkerung beteiligt werden kann.

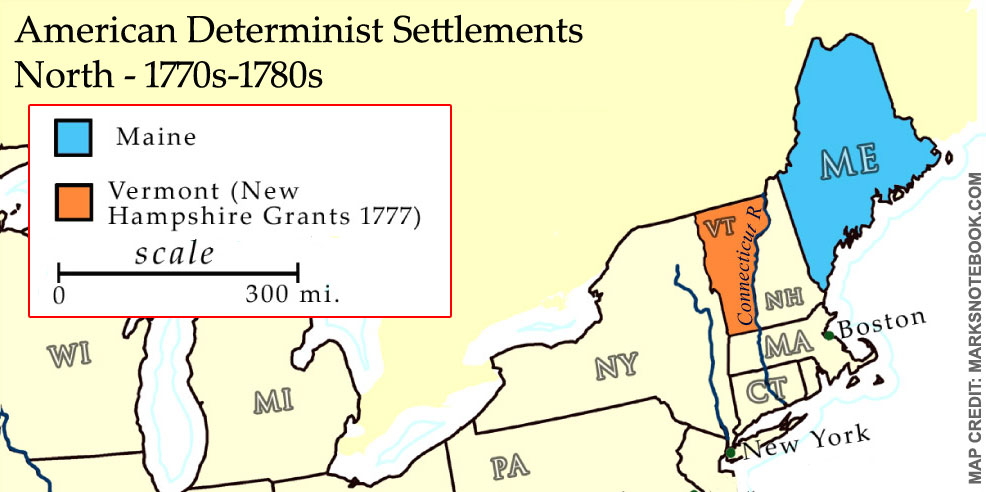
Die New Hampshire Grants Region eine Petition an den Kongress auf Beitritt in die Union als unabhängiger Staat von New York im Jahr 1776. Sechzehn Jahre später wurde sie als Staat Vermont zugelassen.

Die Vermonter Verfassung wurde nach der radikal demokratischen Verfassung von Pennsylvania auf Anregung von Thomas Young konzipiert, der gemeinsam mit Thomas Paine und anderen im Jahr 1776 an diesem Dokument in Philadelphia gearbeitet hatte. Die Verfassung von Vermont war die erste Verfassung, welche die Sklaverei verbot und allen Männern das Wahlrecht gab, unabhängig von Eigentum oder Besitz.
Nachdem ein britisches Regiment der verbündeten Mohawk-Indianer die Siedler in Vermont entlang des White Rivers während des Royalton Raids, einem der letzten Indianerangriffe im Amerikanischen Unabhängigkeitskrieg, angriffen und terrorisierten, führte Ethan Allen als Leiter einer Gruppe Vermonter Politiker in der Haldimand Affair mit Frederick Haldimand, dem Gouverneur der Provinz Québec (1763–1791), Gespräche über die Rückkehr in das Britische Empire. Diese Gespräche endeten nach den Friedensverträgen im Frieden von Paris, welche den Unabhängigkeitskrieg beendeten.
Obwohl Vermont seine Unabhängigkeit im Jahr 1777 erklärt hatte, war es nicht Mitglied der Vereinigten Staaten bis zum Jahr 1791. Dies lag an Grenzstreitigkeiten mit New York. Vermont erklärte sich bereit 30.000 Spanische Dollar an New York zu zahlen, um die Restlandansprüche im Gebiet abzugelten.

### Vierzehn als Symbol
Ein Großteil der Symbolik von Vermont in dieser Zeit ist verbunden mit dem Wunsch, zu einer politischen Union mit den Vereinigten Staaten zu gehören. Auf die Münzen von Vermont wurde in der Zeit von 1785 bis 1786 die lateinische Inschrift Stella quarta decima geprägt. Diese bedeutet der vierzehnte Stern. Das Great Seal of Vermont, gestaltet von Ira Allen, verfügt zentral über eine vierzehnfach verzweigte Kiefer.

## Union
Als Ergebnis eines Aktes durch den Staat New York am 7. Oktober 1790, in Bezug auf eine Siedlung, auf die New York Ansprüche erhob, ermächtigte die Vermont General Assembly eine Versammlung, einen Antrag auf Beitritt zur Union der Vereinigten Staaten zu prüfen. Diese Versammlung traf sich am 6. Januar 1791 in Bennington. Am 10. Januar 1791 genehmigte die Versammlung mit 105 zu 2 Stimmen, in einer Resolution einen Antrag auf Beitritt zu den Vereinigten Staaten zu stellen.
Vermont wurde am 4. März 1791 in die Union aufgenommen.
Vermont ist der einzige Staat, der ohne Bedingungen jedweder Art zugelassen wurde.  Der 4. März wird in Vermont als Vermont Day gefeiert.
Vermonts Aufnahme in die Union im Jahr 1791 war als freier Staat ein Gegengewicht zum Beitritt von Kentucky, welches als Sklaven-Staat kurz nach Vermont den Vereinigten Staaten beitrat. Die kleineren Staaten im Norden waren besorgt über die Sea-to-sea grants, die noch von anderen Staaten gehalten wurden, und alle Staaten befürworteten den Beitritt von Vermont. Thomas Chittenden war die meiste Zeit Gouverneur der Vermont Republic während ihrer Existenz und erster Gouverneur des Staates Vermont nach dem Beitritt zu den Vereinigten Staaten.
Die Verfassung von Vermont von 1793 hatte nur relativ wenige Änderungen zur Vermonter Verfassung von 1777. Sie bewahrte viele ihrer ursprünglichen Ideen. Sie ist mit einigen Änderungen bis heute in Kraft.